# Witold Szalonek

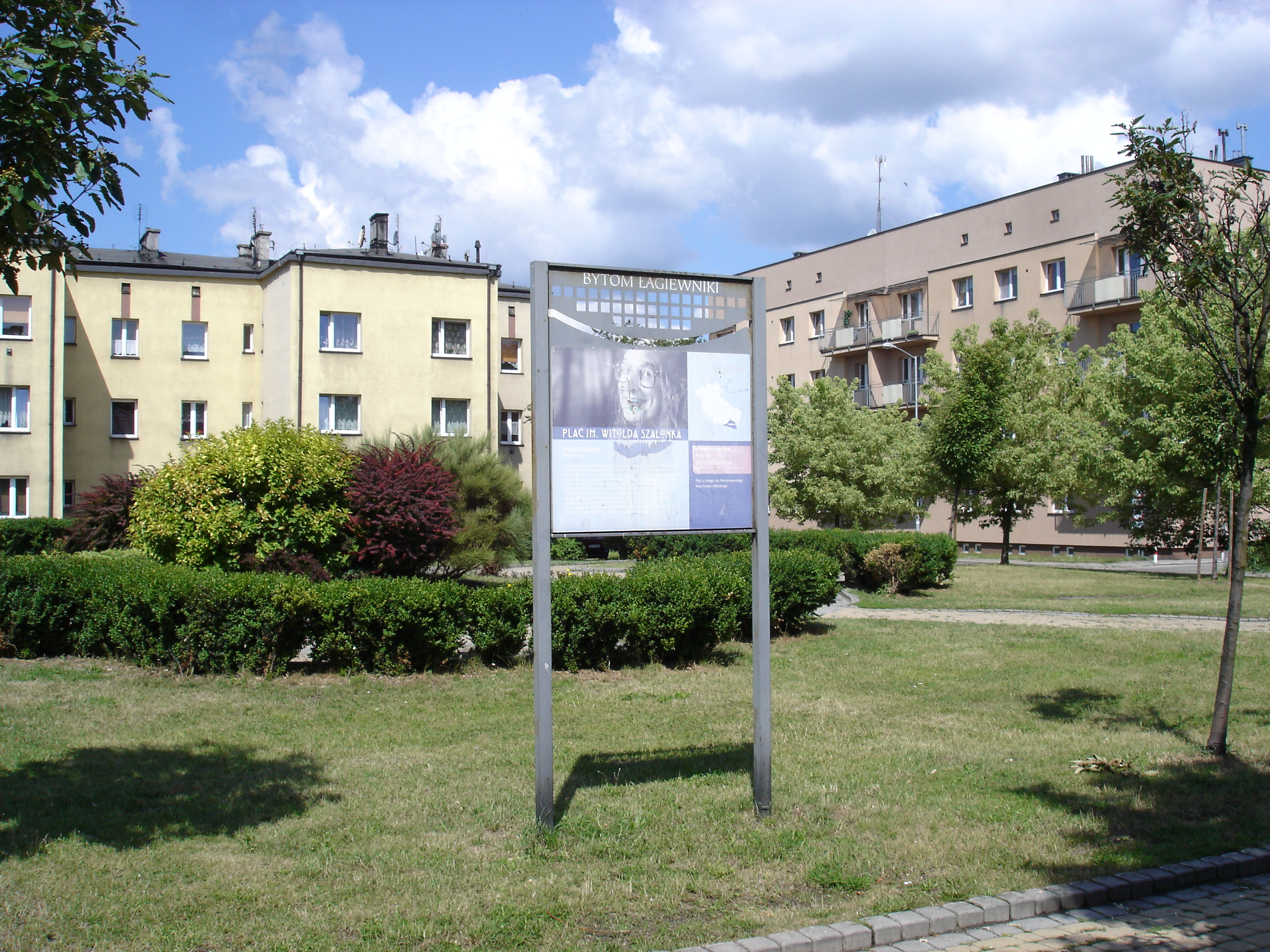
Plac im. Witolda Szalonka w Bytomiu-Łagiewnikach z tablicą upamiętniającą jego postać, fot. 2017 r.

Witold Szalonek (ur. 2 marca 1927 w Czechowicach, zm. 12 października 2001 w Berlinie) – polski kompozytor, jeden z najważniejszych przedstawicieli nurtu awangardowego w muzyce polskiej i europejskiej, pedagog muzyczny.

## Życiorys
Ukończył Państwowe Liceum Muzyczne w Katowicach, a w latach 1951–1956 studia kompozytorskie u prof. Bolesława Woytowicza w Państwowej Wyższej Szkole Muzycznej w Katowicach (w tej uczelni również studia pianistyczne w klasie prof. Wandy Chmielowskiej).
Studiował u Nadii Boulanger (Paryż 1962-63). Otrzymał stypendium Kranichsteiner Musikinstitut (Darmstadt 1960). W latach 1970–1971 był stypendystą Deutscher Akademischer Austauschdienst (DAAD).
Był pracownikiem naukowo-dydaktycznym Akademii Muzycznej im. K. Szymanowskiego w Katowicach (do 1979: PWSM), gdzie zaczynał jako asystent (1956-61), kontynuował jako adiunkt (1961-67), docent z samodzielną klasą kompozycji (1967-81), kierownik Katedry Teorii Kompozycji 1970-75. W latach 1970–1971 był rektorem PWSM. Od roku 1973 – profesorem kompozycji w Hochschule der Künste w Berlinie. Prowadził liczne warsztaty i seminaria w Polsce, Niemczech, Danii i Finlandii.
Kompozytor był odkrywcą tzw. dźwięków kombinowanych, czyli wielodźwięków uzyskiwanych na instrumentach dętych drewnianych.
Jego prochy, zgodnie z wolą kompozytora, spoczęły w grobie rodziców na cmentarzu w Bytomiu-Łagiewnikach.
W 2018 roku w Kwidzynie odbył się I międzynarodowy konkurs muzyczny im. Witolda Szalonka.

## Odznaczenia i nagrody
- Krzyż Kawalerski Orderu Odrodzenia Polski (1964)
- Nagroda Ministra Kultury i Sztuki II stopnia (1967, za osiągnięcia kompozytorskie ostatnich lat)[3]
- Tytuł doctor honoris causa Uniwersytetu w Münster (1990)
- Nagroda Związku Kompozytorów Polskich (1994, za całokształt twórczości)
- Nagroda Kulturpreis Schlesien (1999, przyznawana przez Rząd Dolnej Saksonii)